# Carlos Mardel
Carlos Mardel (su nombre originario en húngaro: Martell Károly o Mardell Károly) (Pozsony/Bratislava, en Hungría, 1695/1696 - Lisboa, 8 de septiembre de 1763), fue oficial del ejército, ingeniero, arquitecto y masón húngaro que desempeñó su carrera principalmente en Portugal. Participó en la construcción del Acueducto de las Aguas Libres y en la construcción del Palacio del marqués de Pombal.

## Biografía
Carlos Mardel nació en Hungría en 1695 o 1696. Viajó a Portugal en 1733. Fue capitán y, en 1762, alcanzó el puesto de coronel, desempeñando funciones de relieve en la arquitectura civil y militar que lo hicieron famoso, sobre todo después del terremoto de Lisboa (1755).
Como ingeniero y arquitecto, Mardel fue uno de los principales responsables de la construcción del Acueducto de las Aguas Libres, habiendo diseñado el Museo del Agua y un arco triunfal, el Arco de las Amoreiras, para festejar la llegada de las aguas. De su autoría son, también, el Chafariz de la Esperanza y del Chafariz del Ratón; el Palacio del Marqués de Pombal,
antigua residencia de Sebastião José de Carvalho y Melo, un solar del siglo XVIII, en Oeiras; la Capilla del Solar, dedicada a Nuestra Señora de las Mercedes (también en Oeiras).
En 1747, Mardel fue nombrado para el cargo de arquitecto de los palacios reales y de las órdenes militares. 

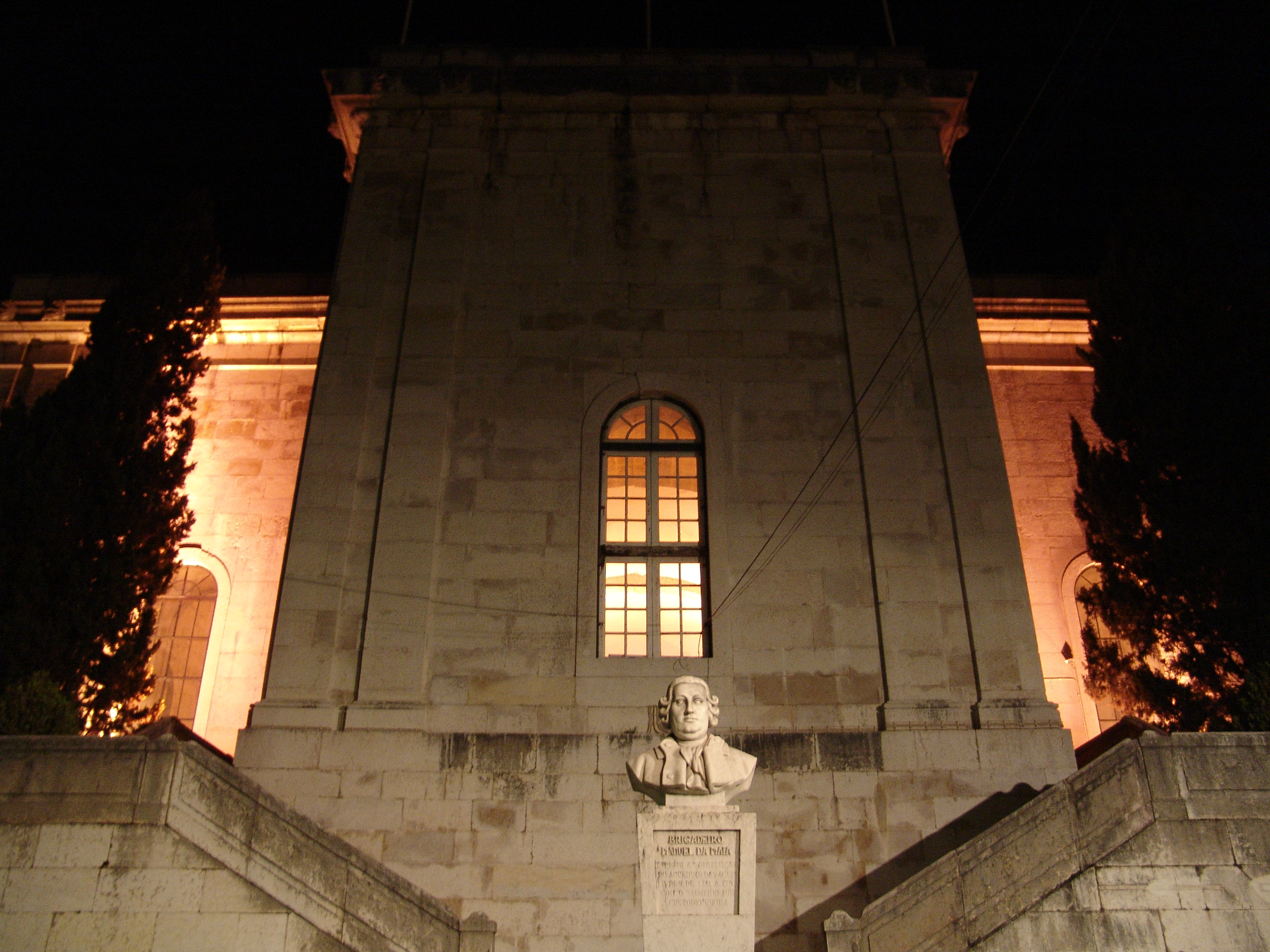
Museo del Agua de Lisboa

Fue uno de los principales arquitectos de la reconstrucción de Lisboa tras el terremoto de 1755, junto con Eugénio dos Santos. El nuevo plan de Lisboa y la reconstrucción de la ciudad se deben en buena parte a él. Su marca personal quedó en el tipo de tejados que diseñó, caracterizados por la teja de canudo con aleros, de origen alemán. 
Iniciado en la Masonería, perteneció a la logia Casa Real dos Pedreiros Livres da Lusitânia, existente en Lisboa de 1733 a 1738.

## Obras
Note: En Itálica obras que no se completaron cuando Mardel cesó su gestión.
- Sistema de Aguas Libres; 1735-1745
  - Acueducto de las Aguas Libres; 1735-1744
  - Arco Monumental de Amoreiras; 1740-1744
  - Arco do Carvalhão; 1742-1745
- Mãe d'Água Reserva de Agua; 1745-1763
- Chafariz da Esperança; 1752-1763
- Chafariz do Rato; 1753-1754
- Palacio de los Estaus; 1755-?
- Palacio del Marqués of Pombal; 1759-1763
- Monasterio de Santa Clara-a-Nova (entrada y claustro); 1761